# Sigurd Kristensen
Sigurd Kristensen (Brande, 28 marzo 1963) è un ex calciatore ed ex giocatore di calcio a 5 danese.

## Carriera
Con la nazionale di calcio a 5 ha disputato il FIFA Futsal World Championship 1989 in cui la selezione danese è stata eliminata nel girone del primo turno comprendente Paesi Bassi, Paraguay e Algeria.